# معالجة بالتهوية
المعالجة بالتهوية هي عملية تهوية الحبوب، لا سيما حبوب الذرة المقشرة المحصودة الطازجة.

## العملية
كما هو موضح في اختراعات ستيفين المعالجة بالتهوية هي عملية تهوية كهربائية تُسهل الظاهرة الكهروضوئية بعد نضج البذور المُخزنة بكميات كبيرة. يتم التحكم في عملية التهوية عن طريق مراقبة درجة حرارة البصيلة الرطبة لالهواء المحيط بالحبوب (كما يتم القياس عن طريق التبريد التبخيري) التي يتم من خلالها تخزين الحبوب في درجة الرطوبة والحرارة المتوازنة لهواء الغلاف الجوي. وتتم المحافظة على حالة سكون البذرة في درجة حرارة أقل (تهوية) للغلاف الجوي، وتتم المحافظة بصورة أفضل على وزن الحبوب وحيوية البذور. وتعد مرحلة ما بعد نضوج البذرة عملية كيميائية حيوية لاستقرار السكريات/البروتين المتعلقة بالإطلاق الكيميائي لـالماء (H:OH)، وهي عكس عملية التحلل المائي. جزيئات الماء وثاني أكسيد الكربون ثلاثية الذرات لها رد فعل خاص في تخفيف موجات طيف ضوء الأشعة تحت الحمراء والتي توفر الطاقة اللازمة في عملية التمثيل الضوئي و(علاج) مرحلة ما بعد النضوج. يتم توفير الحرارة الكهربائية تحت الحمراء عن طريق «مصابيح الحبوب» وذلك لتنشيط بخار الماء في الهواء في ظروف الرطوبة العالية.

## معلومات تاريخية
دخلت براءات اختراع ستيفن في نزاعات قضائية فيدرالية في ولايات مينيسوتا وانديانا وأيوا. وقد أيدت المحاكم شرعية براءات اختراع عملية ستيفن. وقد تولت التسويق لعملية المعالجة بالتهوية من ستينيات القرن الماضي وحتى أواخر التسعينيات شركة صناعت هارفيستول وهي شركة زراعية مملوكة لرئيس مجلس النواب السابق عن ولاية أيوا الراحل فنسنت بي ستيفن.